# جلاخة نضدية

قرص سحج في جلاخة نضدية.

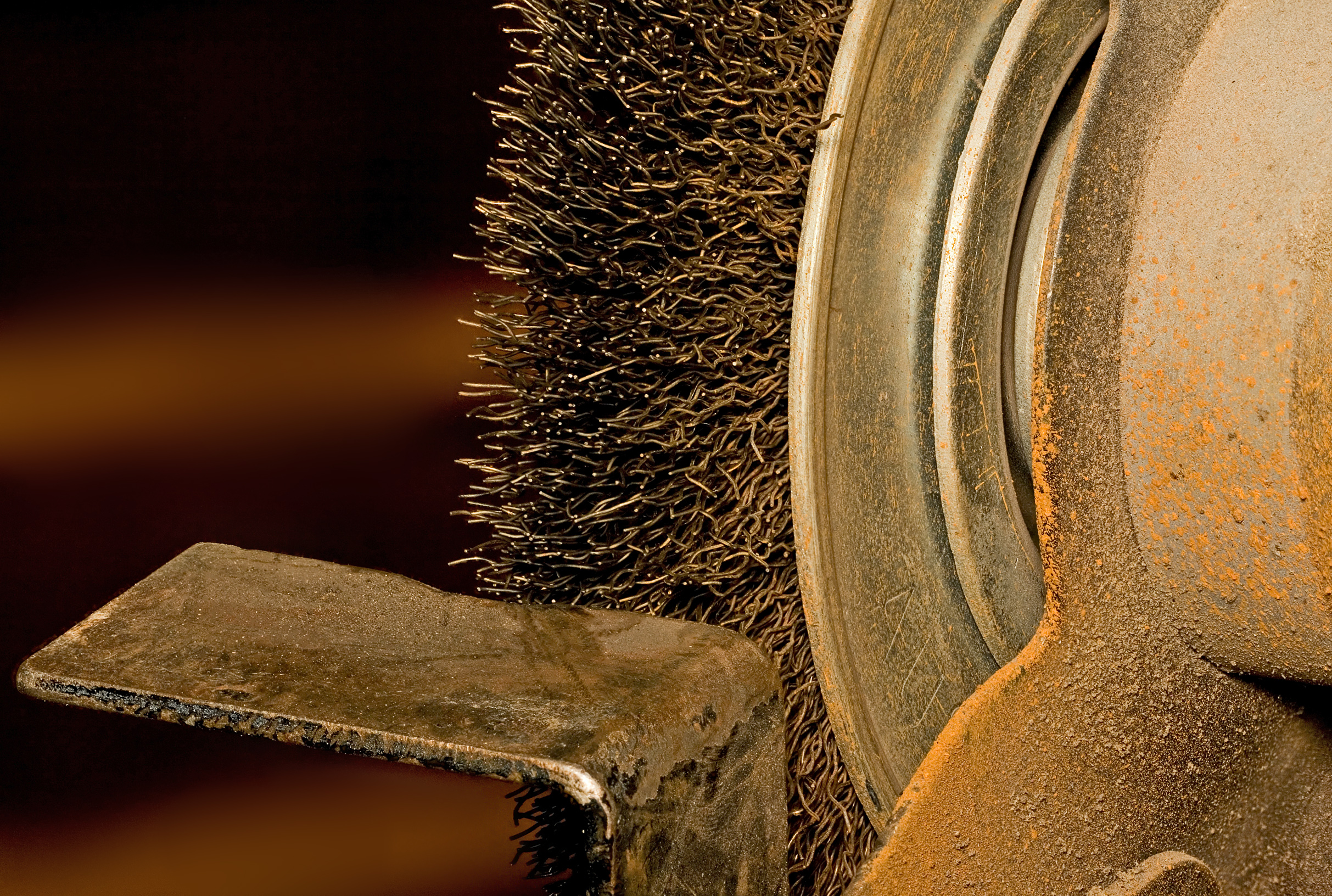
فرشاة من الأسلاك المعدنية على جلاخة نضدية.

الجلاخة النضدية (بالإنجليزية: Bench grinder)‏ هي آلة تثبت على منضدة فيها قرص دوار، تستخدم في عمليات الجلخ والقطع والسحج والسن، بحسب القرص المستخدم، تستخدم لسن لقمة الثقب وقلم القطع تستخدم كذلك كتهيئة لعملية التلحيم أو لتعديل بعض القطع من أجل الملائمة بشكل أفضل. يستخدم قرص من الأسلاك المعدنية فرشاة من الأسلاك المعدنية من أجل صقل وتلميع بعض الأسطح، لكن يجب أن لا تستخدم على سطح بعض المعادن اللينة مثل الألمنيوم.